# Giovanni De Benedictis
Giovanni De Benedictis (Pescara, 8 de janeiro de 1968) é um antigo atleta italiano de marcha atlética. Ganhou a medalha de bronze nos Jogos Olímpicos de 1992 realizados em Barcelona, chegando atrás do espanhol Daniel Plaza e do canadiano Guillaume Leblanc.
Venceu por oito vezes o título nacional de 20 km marcha (1989-91, 1993, 1996-97, 1999 e 2001) e por duas vezes o de 50 km marcha (em 1994 e 1996).

## Recordes pessoais
- 10 km : 39:42.50 m (2000)
- 20 km : 1:20:29 h (1991)
- 50 km : 3:48:06 h (2002)